# Desmopachria strigata
Desmopachria strigata är en skalbaggsart som beskrevs av Young 1981. Desmopachria strigata ingår i släktet Desmopachria och familjen dykare. Inga underarter finns listade i Catalogue of Life.